# Kellyville, New South Wales
Kellyville este o suburbie în Sydney, Australia.